# Термінал Ель-Хамра
Термінал Ель-Хамра – спеціалізований порт на північному заході Єгипту, через який здійснюється вивіз нафти.
У 1968-му з родовища Аламейн (басейн Дахаб-Мірейр) почалась розробка вуглеводневих запасів єгипетської Західної пустелі. Родовище знаходилось лише за чотири десятки кілометрів від Середземного моря, на узбережжі якого спорудили експортний термінал Ель-Хамра. Надалі до терміналу подали продукцію інших родовищ, для чого використовуються три нафтопроводи:
- Абу-Ель-Гарадік – Ель-Хамра, введений в дію у першій половині 1970-х для подачі ресурсу з басейну Абу-Ель-Гарадік (складовою цього трубопроводу стала прокладена у попередньому десятилітті ділянка Аламейн – Ель-Хамра);
- BED-1 – Ель-Хамра, що став до ладу в першій половині 1980-х і також обслуговує родовища басейну Абу-Ель-Гарадік;
- Мелейха – Ель-Хамра, введений в дію у 1986-му для транспортування нафти з басейну Шушан-Матрух (в подальшому через нього також пішов ресурс родовищ басейну Фагур).
Відвантаження нафти здійснювалось через трубопровід довжиною 7 км та діаметром 750 мм, який сполучає берегову частину терміналу із винесеним у море завантажувальним буєм типу SBM (Single buoy mooring, також відомий як SPM – Single point mooring), що може обслуговувати танкери дедвейтом до 100 тисяч тон. У 2020 році в межах проекту розширення ввели в дію ще один трубопровід довжиною 8 км та діаметром 900 мм та другий завантажувальний буй того ж типу. Перекачування нафти на танкери забезпечується двома насосними станціями, кожна з яких має по два насоси продуктивністю по 500 тисяч барелів на добу.
Того ж 2020-го року резервуарний парк терміналу збільшили на 250 тисяч барелів до 1,5 млн барелів. Він складається із 6 резервуарів, при цьому існують плани спорудження ще двох, що могло б довести загальний об’єм сховища до 2,8 млн барелів.
У середині 2010-х років проклали нафтопровід Ель-Хамра – Сіді-Крір, який дозволив передавати частину отриманого із Західної пустелі ресурсу на нафтопереробні заводи Александрії.